# Saint-Étienne-la-Cigogne
Saint-Étienne-la-Cigogne là một xã trong tỉnh Deux-Sèvres trong vùng Nouvelle-Aquitaine ở phía tây nước Pháp. Xã này nằm ở khu vực có độ cao trung bình 61 mét trên mực nước biển.